# Ge’ao (sockenhuvudort i Kina, Jiangxi Sheng, lat 26,26, long 115,72)
Ge'ao är en sockenhuvudort i Kina. Den ligger i provinsen Jiangxi, i den sydöstra delen av landet, omkring 270 kilometer söder om provinshuvudstaden Nanchang. Antalet invånare är 45 605. Befolkningen består av 23 897 kvinnor och 21 708 män. Barn under 15 år utgör 39 %, vuxna 15-64 år 52 %, och äldre över 65 år 7,0 %.
Runt Ge'ao är det ganska tätbefolkat, med 230 invånare per kvadratkilometer. Närmaste större samhälle är Yinkeng, 12,0 km väster om Ge'ao. I omgivningarna runt Ge'ao växer huvudsakligen savannskog.
Genomsnittlig årsnederbörd är 2 051 millimeter. Den regnigaste månaden är maj, med i genomsnitt 345 mm nederbörd, och den torraste är oktober, med 23 mm nederbörd.